# Dontrien
Dontrien ist eine französische Gemeinde mit 259 Einwohnern (Stand: 1. Januar 2022) im Département Marne in der Region Grand Est (vor 2016: Champagne-Ardenne). Die Gemeinde gehört zum Arrondissement Reims und zum Kanton Mourmelon-Vesle et Monts de Champagne.

## Geographie
Dontrien liegt etwa 33 Kilometer östlich des Stadtzentrums von Reims an der Suippe. Umgeben wird Dontrien von den Nachbargemeinden Saint-Martin-l’Heureux im Norden und Westen, Saint-Souplet-sur-Py im Osten sowie Vaudesincourt im Süden.

## Bevölkerungsentwicklung
| Jahr                       | 1962 | 1968 | 1975 | 1982 | 1990 | 1999 | 2006 | 2012 | 2018 |
| Einwohner                  | 249  | 248  | 217  | 225  | 179  | 194  | 199  | 215  | 268  |
| Quellen: Cassini und INSEE |      |      |      |      |      |      |      |      |      |

## Sehenswürdigkeiten
- Kirche Saint-Laurent, nach dem Ersten Weltkrieg wieder errichtet

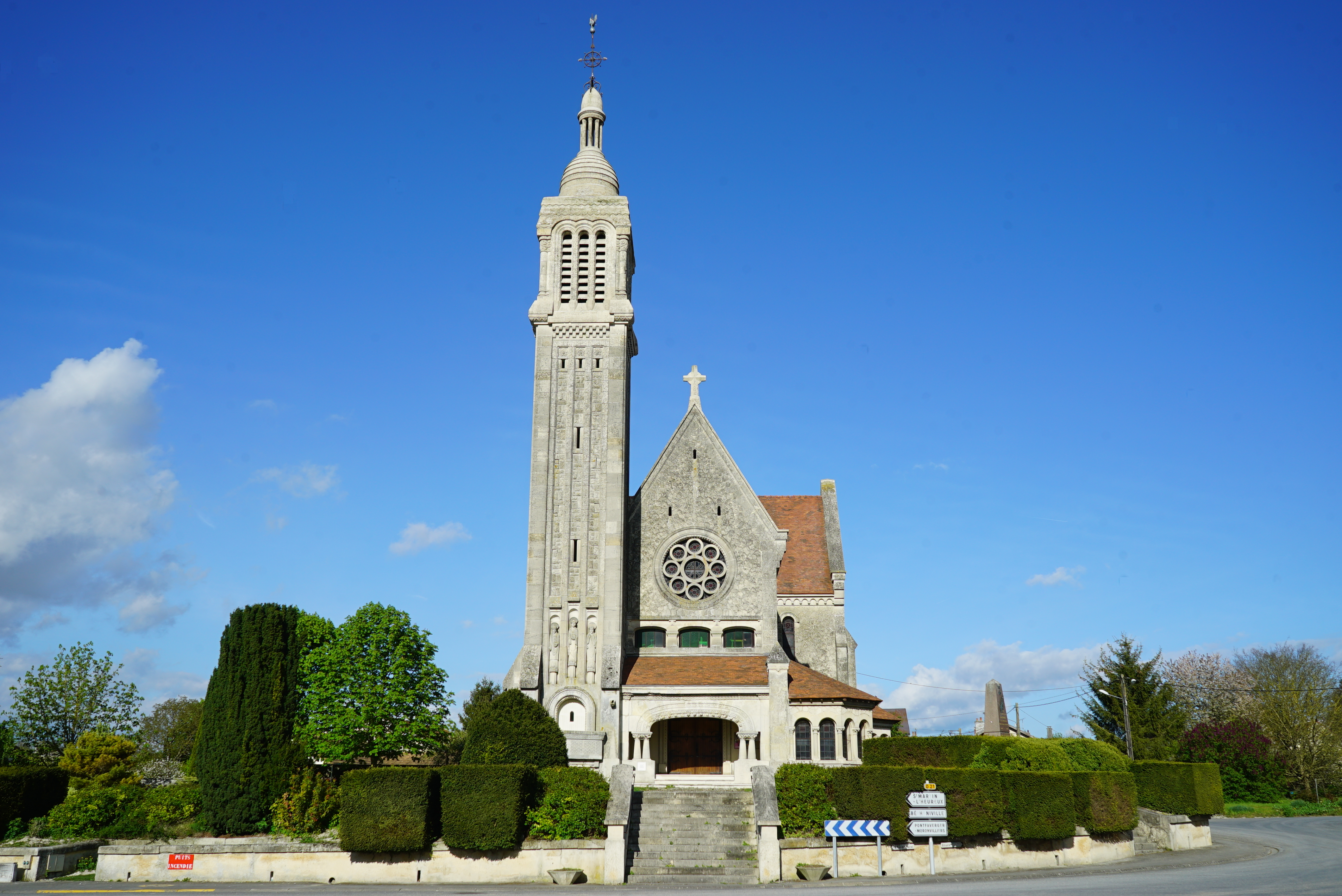
Kirche Saint-Laurent